# Mistral AI
Mistral AI és una empresa francesa que ven productes d'intel·ligència artificial (IA). Va ser fundada l'abril de 2023 per empleats anteriors de Meta Platforms i Google DeepMind. La companyia va recaptar 385 milions d'euros l'octubre de 2023 i el desembre de 2023 estava valorada en més de 2.000 milions de dòlars.
Produeix grans models de llenguatge de codi obert, citant la importància fonamental del programari de codi obert, i com a resposta als models propietaris.
A partir de març de 2024, s'han publicat dos models i estan disponibles com a pesos. Tres models més, petit, mitjà i gran, només estan disponibles mitjançant l'API.

## Història
Mistral AI va ser cofundada l'abril de 2023 per Arthur Mensch, Guillaume Lampe i Timothée Lacroix. Abans de cofundar Mistral AI, Arthur Mensch va treballar a Google DeepMind, que és el laboratori d'intel·ligència artificial de Google, mentre que Guillaume Lample i Timothée Lacroix van treballar a Meta Platforms. Els cofundadors es van conèixer mentre estudiants de l'École polytechnique. Mistral rep el nom d'un fort vent que bufa a França.
El juny de 2023, l'start-up va dur a terme una primera recaptació de fons de 105 milions d'euros (117 milions de dòlars) amb inversors com el fons nord-americà Lightspeed Venture Partners, Eric Schmidt, Xavier Niel i JCDecaux. El Financial Times estima que la valoració és de 240 milions d'euros (267 milions de dòlars).
El 27 de setembre de 2023, l'empresa va posar a disposició el seu model de processament d'idioma "Mistral 7B" sota la llicència gratuïta d'Apache 2.0. Aquest model té 7.000 milions de paràmetres, una mida petita en comparació amb els seus competidors.
El 10 de desembre de 2023, Mistral AI va anunciar que havia recaptat 385 milions d'euros (428 milions de dòlars) com a part de la seva segona recaptació de fons. En aquesta ronda de finançament participen sobretot el fons californià Andreessen Horowitz, BNP Paribas i l'editor de programari Salesforce.
L'11 de desembre de 2023, la companyia va llançar el model "Mixtral 8x7B" amb 46.700 milions de paràmetres però utilitzant només 12.900 milions per testimoni gràcies a la barreja d'arquitectura d'experts. El model domina 5 idiomes (francès, espanyol, italià, anglès i alemany) i supera, segons les proves dels seus desenvolupadors, el model "Llama 2 70B" de Meta. També s'ofereix una versió entrenada per seguir instruccions i anomenada "Mixtral 8x7B Instruct".
El 26 de febrer de 2024, Microsoft va anunciar una nova associació amb la companyia per ampliar la seva presència a la indústria de la intel·ligència artificial en ràpida evolució. Segons l'acord, els models lingüístics rics de Mistral estaran disponibles al núvol Azure de Microsoft, mentre que l'assistent de conversa multilingüe "Le Chat" es llançarà a l'estil de ChatGPT.

## Models

### Models de pes obert

#### Mistral 7B
Mistral 7B és un model de llenguatge de paràmetres 7.3B que utilitza l'arquitectura de transformadors. Publicat oficialment el 27 de setembre de 2023, mitjançant un enllaç imant BitTorrent, i Hugging Face. El model es va publicar sota la llicència Apache 2.0. La publicació del bloc de llançament va afirmar que el model supera el LLaMA 2 13B en tots els punts de referència provats i està a l'altura del LLaMA 34B en molts punts de referència provats.

#### Mixtral 8x7B
Igual que el primer model de Mistral, Mixtral 8x7B es va llançar a través de BitTorrent el 9 de desembre de 2023, i més tard es van publicar Hugging Face i una publicació al bloc dos dies després.
A diferència del model Mistral anterior, Mixtral 8x7B utilitza una barreja escassa d'arquitectura experta. El model té 8 grups diferents d'"experts", donant al model un total de 46,7B paràmetres utilitzables. Cada testimoni només pot utilitzar 12.9B paràmetres, per tant, proporcionant la velocitat i el cost que suposaria un model de paràmetres de 12.9B.

### Models només API

#### Mistral Large
Mistral Large es va llançar el 26 de febrer de 2024 i Mistral afirma que és el segon al món només després del GPT-4 d'OpenAI.
Parla anglès, francès, espanyol, alemany i italià amb fluïdesa, i Mistral afirma que entén tant la gramàtica com el context cultural, i ofereix capacitats de codificació. A principis de 2024, és la IA insígnia de Mistral. També està disponible a Microsoft Azure.

#### Mistral Petit
Igual que el model Large, Small es va llançar el 26 de febrer de 2024. Està pensat per ser un model lleuger per a una baixa latència, amb un millor rendiment que el Mixtral 8x7B.